# Локдаун по-італійськи
«Локдаун по-італійськи» (італ. Lockdown all'italiana) — італійський комедійний фільм 2020 року режисера Енріко Ванціна.  Це перший італійський художній фільм, знятий після закінчення локдауну, накладеного на протидію поширенню COVID-19, який вийшов у кінотеатрах.

## Сюжет
Марієлла (Паола Міначчоні) виявляє, що її чоловік Джованні (Еціо Греджо), багатий адвокат, зраджував їй із дівчиною з околиць Риму Тамарою (Мартіна Стелла), яка набагато молодша і привабливіша. У той же час партнер Тамари Вальтер (Рікі Мемфіс) також виявляє, що його дівчина його зрадила; в результаті дві пари вирішують розлучитися. Як тільки Джованні і Тамара збираються покинути свої домівки, уряд видає указ про нові заходи проти зараження, щоб утримати епідемію COVID-19 в Італії 2020 року. Тому парам доведеться навчитися жити разом під одним дахом і терпіти одне одного.

## Актори та ролі
- Еціо Греджо — Джованні
- Рікі Мемфіс — Вальтер
- Паола Міначчоні — Марієлла
- Мартіна Стелла — Тамара
- Маріа Луїса Якобеллі — Моніка
- Роміна П’єрдоменіко — Бьянка
- Ріккардо Россі — Альберто Персічетті
- Біаджо Іццо — Лепоре
- Мауріціо Маттіолі — Маріоне
- Фабріціо Бракконері
- Гея Інсенга — Вероніка
- Енцо Сальві — Паоло (голос)
- Джузеппе Кастельтріоне — Гаетано

## Дистрибуція
Перший кіноплакат фільму був випущений 19 вересня 2020 року.  Трейлер до фільму вийшов 28 вересня на YouTube-каналі «Medusa».  Фільм вийшов в італійські кінотеатри 15 жовтня 2020 року в розповсюдженні Medusa. 